# アクトン (ロンドン)
アクトン(Acton)は、ロンドン西部イーリング・ロンドン特別区にある地区。

## 交通
- ナショナルレールのアクトン・セントラル駅、アクトン・メイン・ライン駅
- ロンドン地下鉄・ディストリクト線、ピカデリー線のアクトン・タウン駅など

## 教育
- ロンドン日本人学校がアクトンエリアにある。

## 出身者
- ハル・ロブソン＝カヌ - サッカー選手